# قطبش بیضوی
در الکترومغناطیس، قطبش بیضوی قطبش در تابش الکترومغناطیسی است به طوری که نوک بردار میدان الکتریکی یک بیضی را در هر صفحهٔ متقاطع و عمود (نرمال) به جهت انتشار ترسیم می‌کند. از آنجا که میدان الکتریکی می‌توانید در طول انتشار ساعتگرد یا پادساعتگرد بچرخد امواج بیضوی قطبی شده پدیده دست سانی از خود بروز می‌دهند.
دیگر اشکال قطبش، مانند قطبش دایره‌ای و خطی، می‌توانند موارد خاصی از قطبش بیضوی در نظر گرفته شود.

## توضیحات ریاضی
حل کلاسیکی سینوسی صفحه موج مربوط به معادله موج الکترومغناطیسی برای میدان‌های الکتریکی و مغناطیسی (واحدهای گاوسی) به این ترتیب است:
{\displaystyle \mathbf {E} (\mathbf {r} ,t)=\mid \mathbf {E} \mid \mathrm {Re} \left\{|\psi \rangle \exp \left[i\left(kz-\omega t\right)\right]\right\}}
{\displaystyle \mathbf {B} (\mathbf {r} ,t)={\hat {\mathbf {z} }}\times \mathbf {E} (\mathbf {r} ,t)}
برای میدان مغناطیسی، k عدد موج است،
{\displaystyle \omega _{}^{}=ck}
فرکانس زاویه ای انتشار موج در جهت + z از معادله بالا به دست می‌آید و {\displaystyle c} در آن سرعت نور است.
اینجا {\displaystyle \mid \mathbf {E} \mid } دامنه میدان
{\displaystyle |\psi \rangle \ {\stackrel {\mathrm {def} }{=}}\ {\begin{pmatrix}\psi _{x}\\\psi _{y}\end{pmatrix}}={\begin{pmatrix}\cos \theta \exp \left(i\alpha _{x}\right)\\\sin \theta \exp \left(i\alpha _{y}\right)\end{pmatrix}}}
این بردار عمودی جونز است. این کامل‌ترین شکل ارائه تابش الکترومغناطیسی قطبی شده‌است و به‌طور کلی با قطبش بیضوی مطابقت دارد.

## در طبیعت
نور منعکس شده از بعضی سوسکها (به عنوان مثال Cetonia aurata) به شکل بیضوی قطبش یافته‌است.